# Distrikt Chao
Der Distrikt Chao liegt in der Provinz Virú in der Region La Libertad in Nordwest-Peru. Er besitzt eine Fläche von 1736,87 km². Beim Zensus 2017 wurden 32.842 Einwohner gezählt. 10 Jahre zuvor lag die Einwohnerzahl bei 22.826. Mit der Gründung der Provinz Virú am 4. Januar 1995 wurde der neu gegründete Distrikt Chao aus dem bestehenden Distrikt Virú herausgelöst. Verwaltungssitz ist die 68 m hoch gelegene Stadt Chao mit 12.105 Einwohnern (Stand 2017).

## Geographische Lage
Der Distrikt Chao liegt zentral in der Provinz Virú. Er erstreckt sich von der Pazifikküste über die aride Küstenebene Perus bis zur peruanischen Westkordillere. Der Distrikt hat eine 7 km lange Küstenlinie und reicht bis zu 56 km ins Landesinnere. Das Einzugsgebiet des Río Chao mit seinen Quellflüssen Río Chorobal und Río Huamanzaña liegt größtenteils im Distrikt Chao. Der Distrikt reicht im Südosten bis zum Río Santa. In der Umgebung der Stadt Chao an den Flüssen Río Chorobal und Río Huamanzaña wird bewässerte Landwirtschaft betrieben. Ansonsten herrscht Wüstenvegetation. Die Nationalstraße 1N (Panamericana) von Chimbote nach Trujillo durchquert den Distrikt. Im Südosten liegt das Santuario Nacional de Calipuy. Im Norden grenzt der Distrikt an den Distrikt Virú, im Nordosten an den Distrikt Huaso (in der Provinz Julcán), im Osten an den Distrikt Santiago de Chuco (Provinz Santiago de Chuco), im Südosten an den Distrikt Chimbote (Provinz Santa) sowie im Südwesten an den Distrikt Guadalupito.